# Скубко-Карпас, Людмила Львовна
Людмила Львовна Скубко-Карпас (девичья фамилия Карпас, в замужестве — Скубко; 13 апреля 1923, Петроград — 1 июня 2012, Москва) — советский, российский художник-живописец реалистического направления. Творческую манеру можно охарактеризовать как русский импрессионизм.

## Биография
Родилась в 1923 году в Петрограде, через год семья переехала в Москву.
Большую роль в развитии личности художницы сыграл её отец, Лев Моисеевич Карпас (1886—1967), высокообразованный человек (окончил Петербургский и Лейпцигский университеты, знал 6 языков), сын известного екатеринославского предпринимателя и благотворителя Моисея Карпаса. Лев Моисеевич в 1920-е годы работал начальником строительства на Арбате и семья поселилась в одном из построенных им домов (Арбат, д. 20).
В 8 лет отец отдал её учиться рисованию у художницы Орловой, внучке графа Орлова, которая учила девочку рисовать с натуры всё подряд.
Воспитание в семье и в культурном окружении московской интеллигенции на Старом Арбате способствовало формированию творческой личности и раннему обнаружению художественного таланта.
Была ученицей детской студии при Музее изобразительных искусств им. Пушкина, где получила первую премию - коробку пастели за рискунок («Голова лося» 1933 года — рисунок углём 10-летней Люды Карпас).
В 1935—1938 годах училась в детской студии при училище Памяти 1905 года, в 1939—1941 годах — в студии ВЦСПС у Г. К. Дорохова, в 1945—1946 годах брала частные уроки у знаменитого художника Роберта Фалька, открывшего для неё тонкости мастерства колориста.
Вернувшись в 1944 году из эвакуации на Урале (1941—1944), поступила в МИПиДИ, откуда перешла в МГХИ им. В. И. Сурикова (мастерская академика Г. Ряжского). Как отмечает искусствовед Валерий Перфильев, «большое влияние в институте на неё оказал тонкий художник и прекрасный педагог В. А. Почиталов, который укрепил её понимание „настоящей“ живописи, заложенное Фальком».
Вышла замуж в 1948 году за Сергея Скубко, тоже студента суриковского института. Взяла фамилию мужа, но чтобы не возникло путаницы с авторством картин (жена и муж — художники), подписывала свои работы творческим псевдонимом Скубко-Карпас. В браке родились два сына — Юрий (род. 1953) и Алексей (род. 1958).
В 1952 году окончила Суриковский институт (мастерская Г. Ряжского).
Выставлялась в России и за рубежом, с 1952 года Член Московского отделения Союза художников СССР и МОСХа с 1957 года.
В конце 1950-х годов в дополнение к масляной живописи в совершенстве освоила довольно редкую ещё в те годы технику пастели, которая в последний период её жизни стала преобладающей.
С 1990 по 1997 годы жила и работала в Париже. Она была продолжателем традиций московской школы живописи, в которой, как отмечали арт-критики, органично сочетались реализм представителей академической живописи и передвижников и опыт французских импрессионистов. Художник сохраняла верность заложенной ещё в юные годы манере писать и рисовать только с натуры. Людмила Львовна больше всего ценила чувство, воздушность и верность цветовых решений.
Особую страницу творчества художника составляют рисунки, прежде всего запоминающиеся детские образы. В статье «Тонкий свидетель эпохи. Рисунки Людмилы Скубко-Карпас» искусствовед Елена Садыкова пишет: «Детские образы в рисунках Л. Скубко-Карпас — это феномен, родившийся благодаря совпадению чутья материнского и чутья художественного. Она обладала редким даром видеть душу ребёнка, проникать в сущность его характера. Она любила детскую натуру. Профессиональное мастерство, блестящая техника служили выражению этого знания на бумаге».
Как отметила на открытии выставки к 90-летию со дня рождения Л. Л. Скубко-Карпас председатель выставочной комиссии Товарищества московских живописцев художник Е. Ю. Павловская, работы Скубко-Карпас отличают высокая художественная культура и безупречный вкус. Произведения художника находятся во многих музеях, галереях и частных собраниях в России и за рубежом — Англии, Италии, Испании, США, особенно много их во Франции.

## Галерея

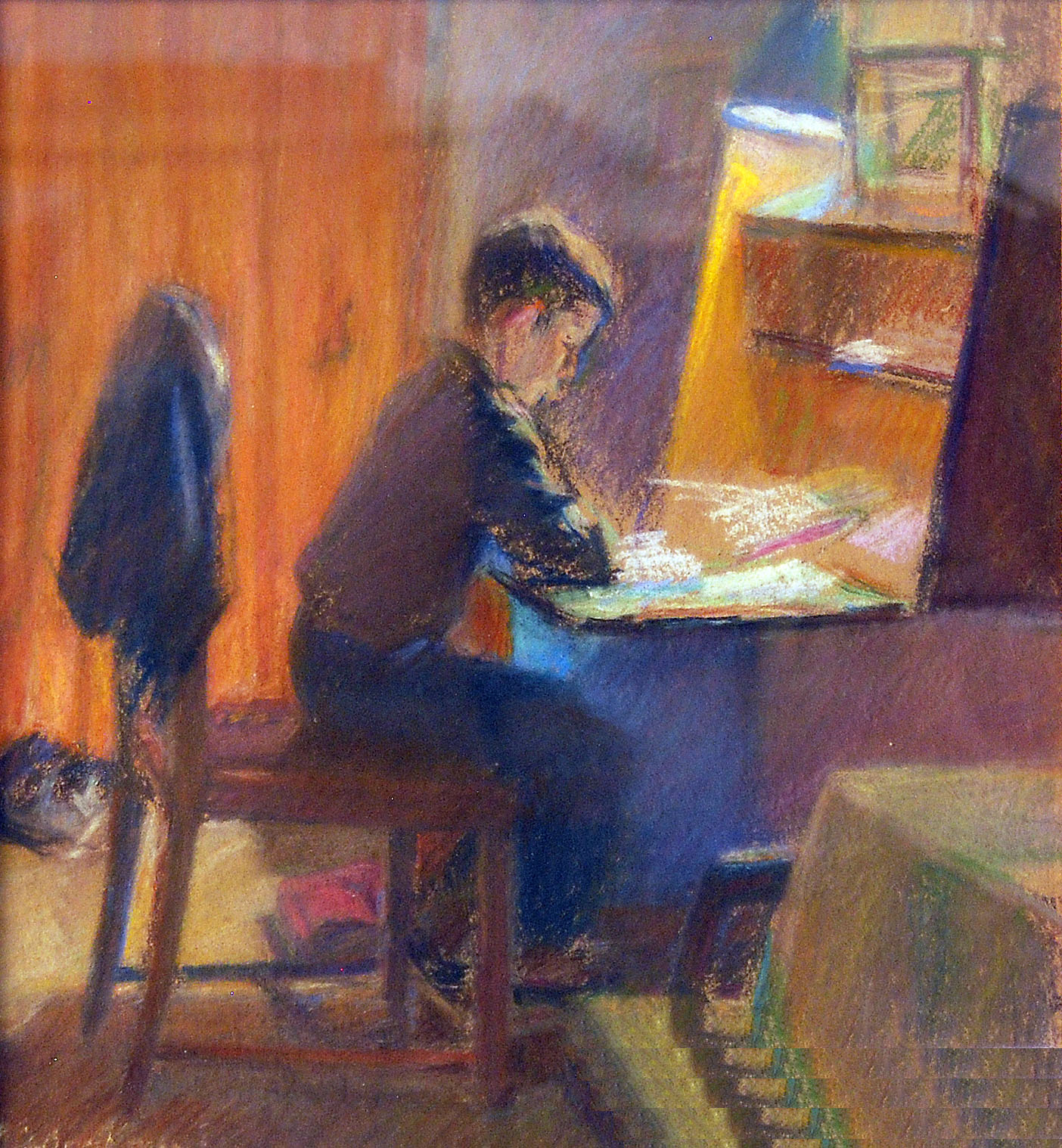
Алёша за уроками, 1966.
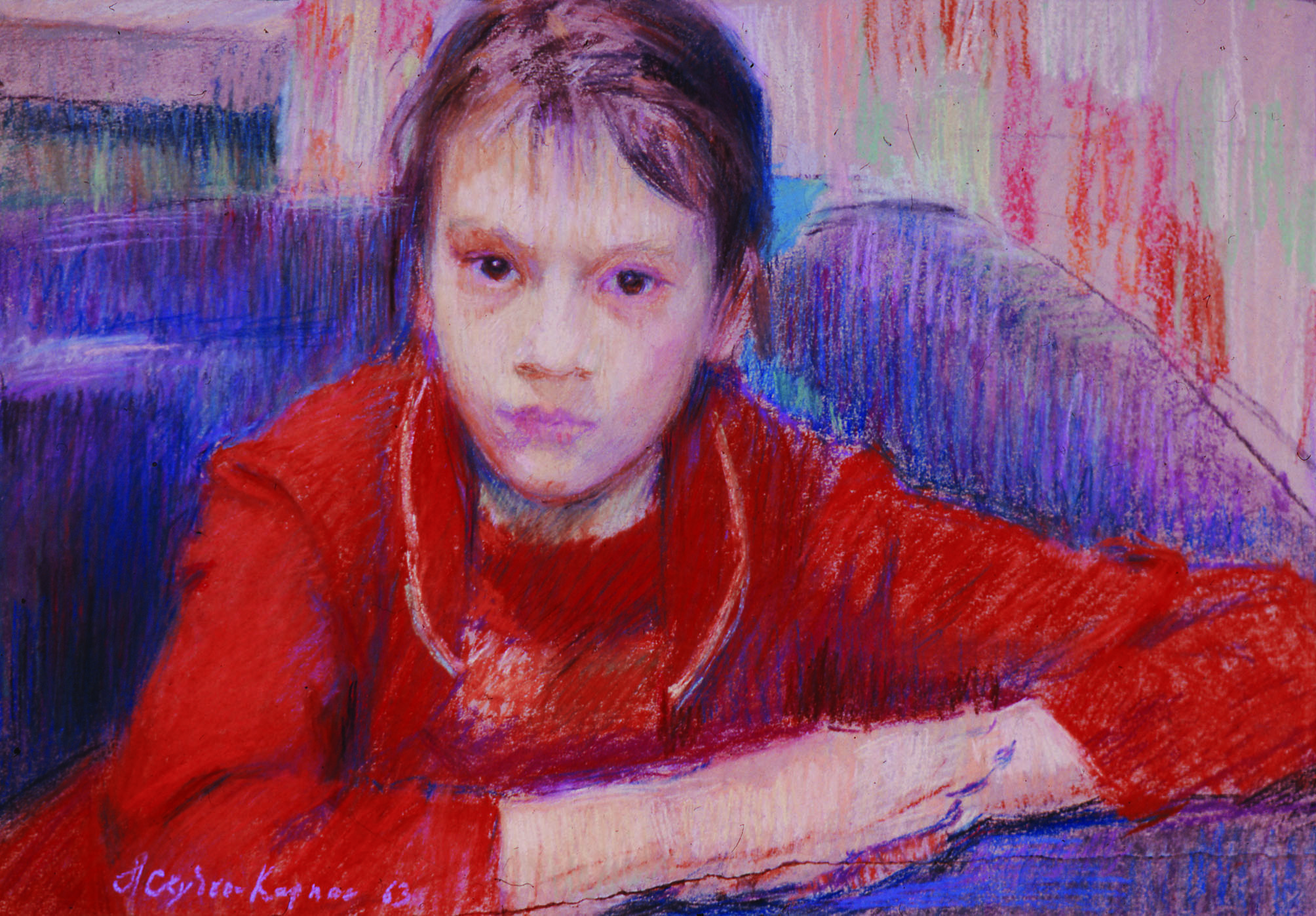
Девочка в красном, 1963.
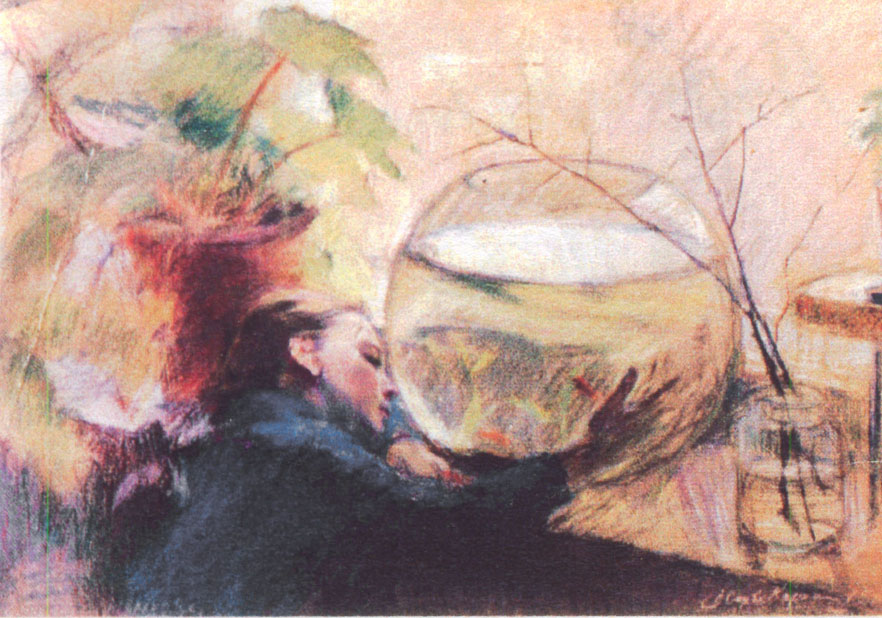
Девочка у аквариума, 1975.
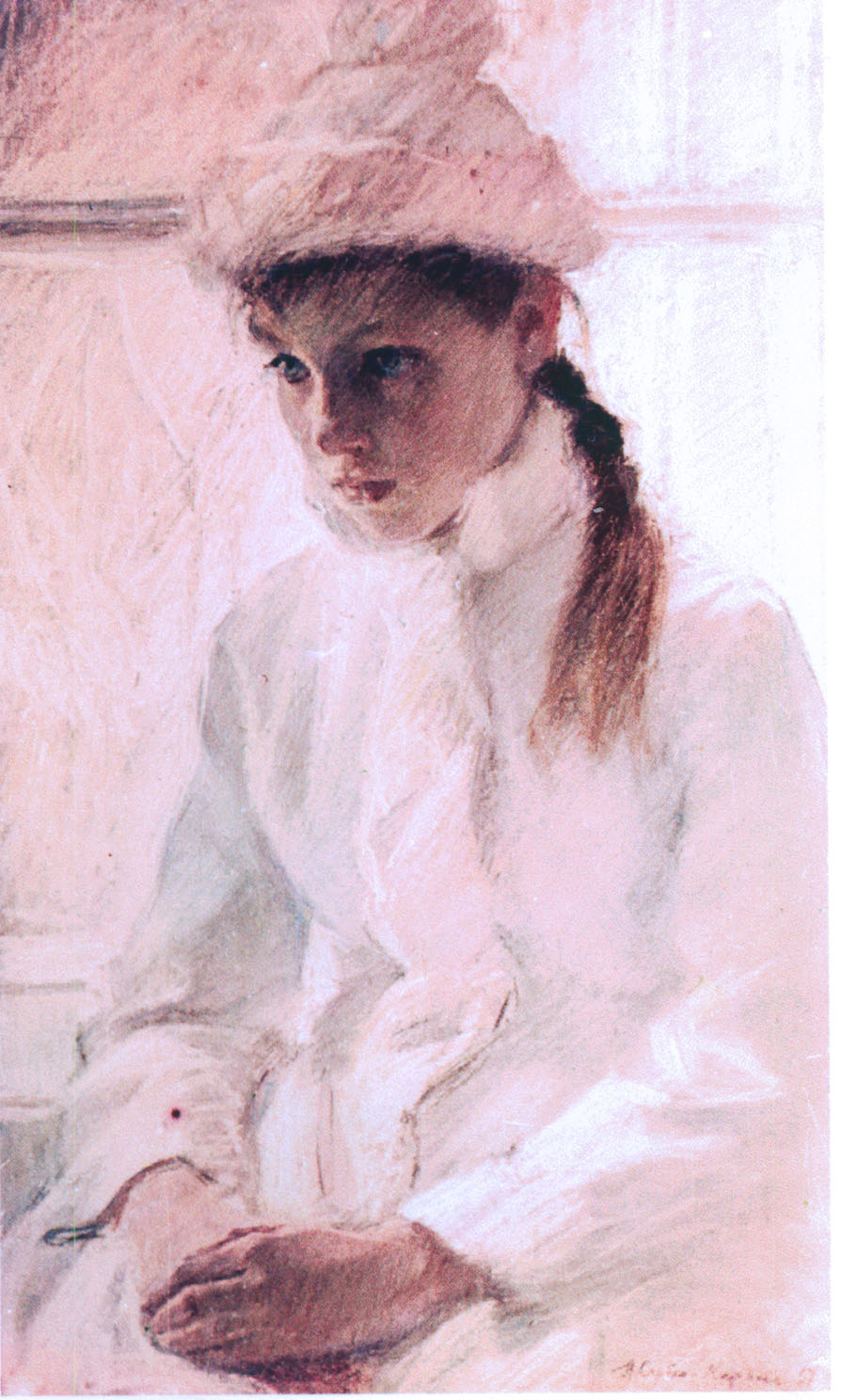
Снегурочка, 1967.
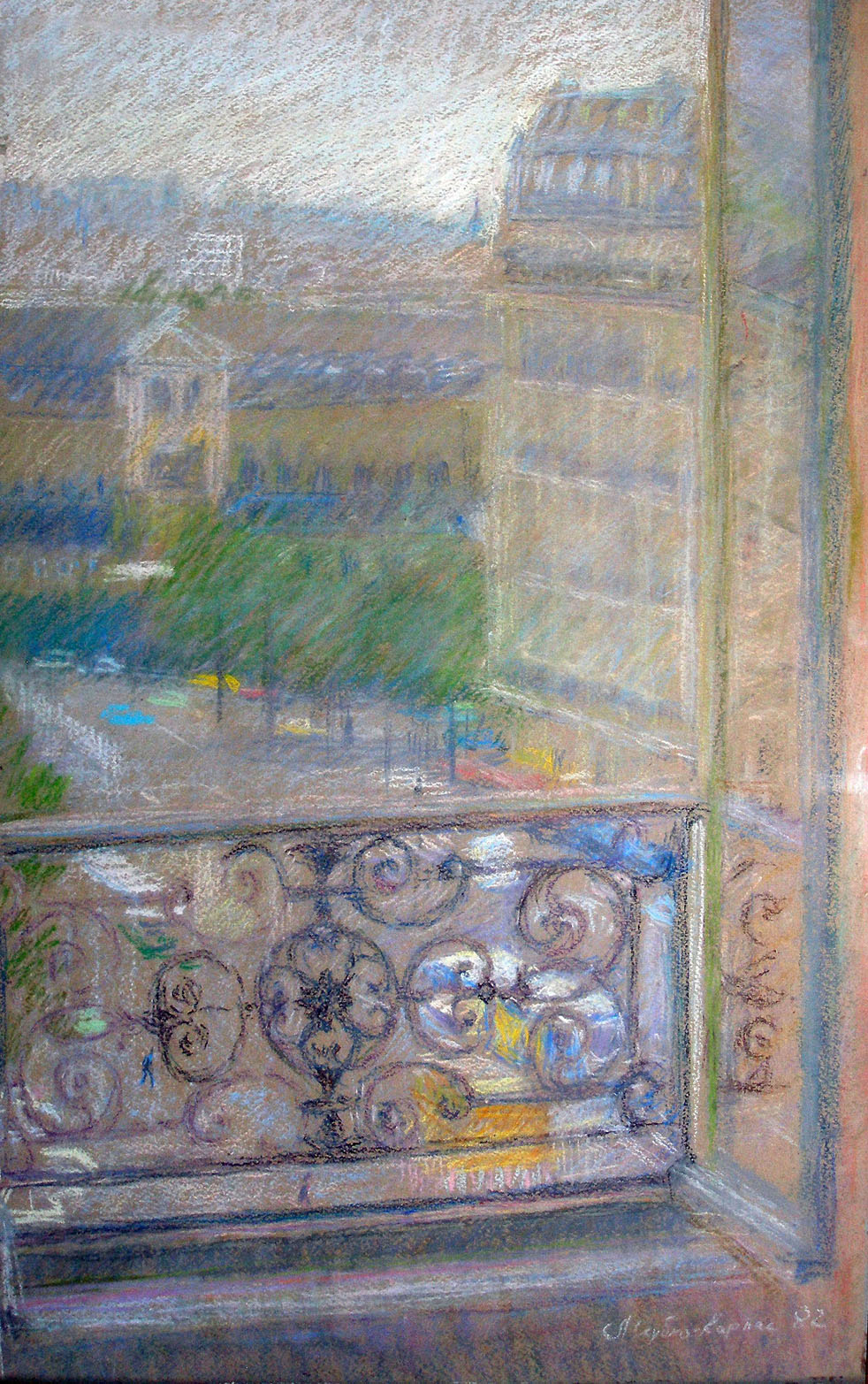
Вид из окна мансарды на площади Гар де ла Эст, 1982.
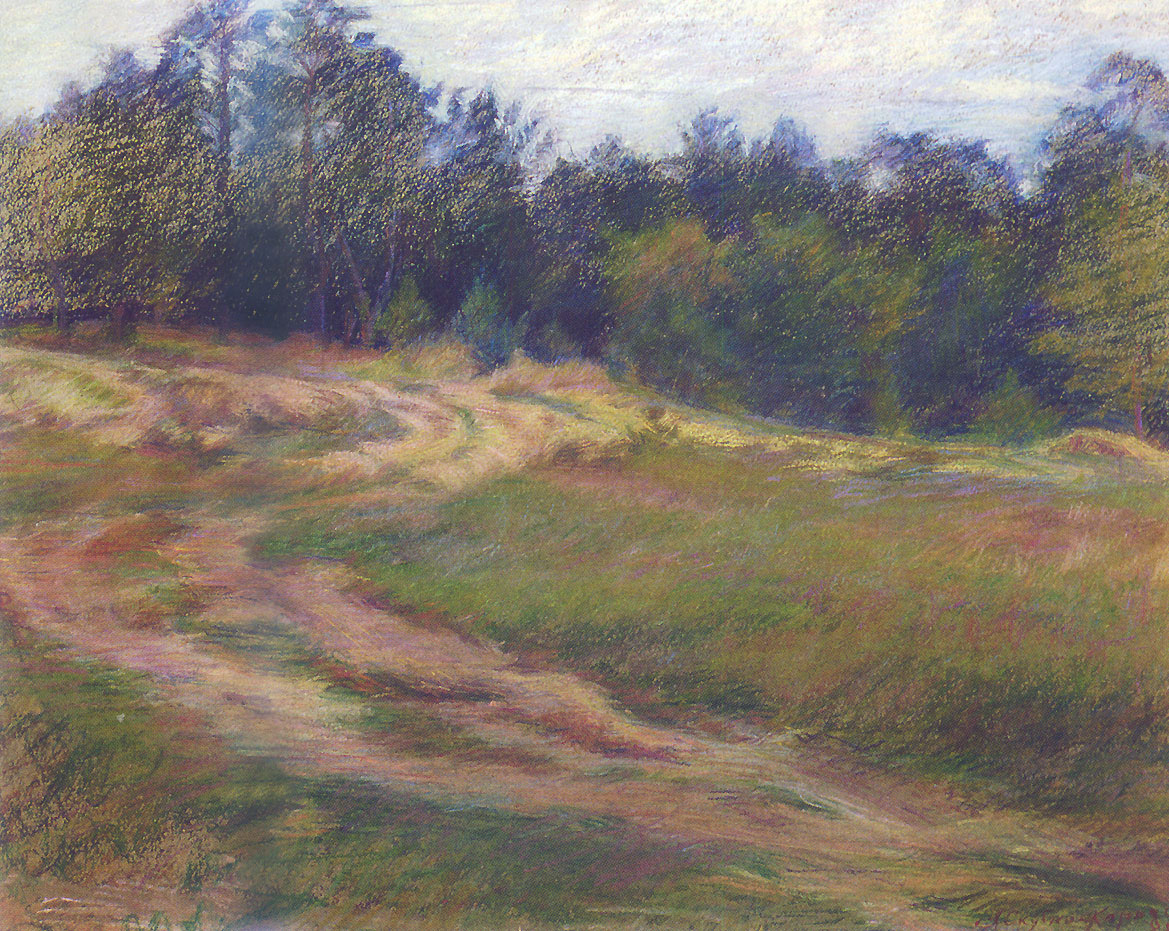
Соколова пустынь, 1980.